# HD 147513 b
HD 147513 b ist ein Exoplanet, der den gelben Zwerg HD 147513 alle 528,4 Tage umkreist. Auf Grund seiner hohen Masse wird angenommen, dass es sich um einen Gasplaneten handelt.

## Entdeckung
Der Planet wurde mit Hilfe der Radialgeschwindigkeitsmethode von Michel Mayor et al. im Jahr 2002 entdeckt.

## Umlauf und Masse
Der Planet umkreist seinen Stern in einer Entfernung von ca. 1,31 Astronomischen Einheiten und hat eine Masse von ca. 375,1 Erdmassen bzw. 1,18 Jupitermassen.